# فاكلاف كالينا
فاكلاف كالينا (بالتشيكية: Václav Kalina)‏ هو لاعب كرة قدم تشيكي في مركز ظهير ‏، ولد في 15 يوليو 1979 في كلادنو في جمهورية التشيك. لعب مع بوهيميانز 1905 ونادي كلادنو ونادي ملادا بوليسلاف.

## وصلات خارجية
- فاكلاف كالينا على موقع قاعدة بيانات كرة القدم.إي يو (الإنجليزية)
- فاكلاف كالينا على موقع Soccerway.com (الإنجليزية)
- فاكلاف كالينا على موقع عالم كرة القدم.نت (الإنجليزية)